# Norbert Harlinghausen
Norbert Harlinghausen (* 29. Dezember 1922 in Kamen, Deutschland; † 2009 in München) war ein deutscher Fernseh-Journalist (Politikredakteur) und Fernsehmoderator.

## Leben und Wirken
Harlinghausen ging in Kamen zur Schule und hatte nach seinem Kriegsdienst und Abitur (1946) Publizistik, Geschichte und Staatsrecht studiert. Anschließend ergriff er den Beruf eines Journalisten und war in dieser Funktion seit 1954, dem Jahr, in dem er heiratete, freiberuflich als Berichterstatter in der damaligen bundesdeutschen Hauptstadt Bonn tätig. Nach seinem Wechsel zum Fernsehen entsandte ihn das ZDF 1966 als Studioleiter nach Rom. 1974 wurde Harlinghausen Redakteur des auslandsjournals und übernahm dort auch die Moderation. Am 1. August 1975 berief ihn das ZDF zum neuen Studioleiter in New York.
In seinen Jahren beim ZDF fertigte Norbert Harlinghausen auch einzelne Reportagen an, darunter Politikerporträts und Reiseberichte („Zwei Tage in…“). Weitere Harlinghausen-Fernsehstücke hießen „Avanti, Azzurri“, „Europas Sorgenkinder“ und „Hunger unterm Weihnachtsbaum“. Für ein weiteres ZDF-Format, Der Sport-Spiegel, begleitete und filmte Harlinghausen 1987 den damaligen Starfußballer Diego Maradona beim SSC Neapel. Im selben Jahr erreichte Norbert Harlinghausen das Pensionsalter.